# Cavalerul adolescent
Cavalerul adolescent (în engleză: Teen Knight) este un film fantastic de acțiune-aventură din 1998, de producție canadiano-română, regizat de Phil Comeau. În rolurile principale sunt Kris Lemche, Caterina Scorsone, Benjamin Plener, Paul Soles și Kimberly Pullis. Aceasta a avut inițial o ediție limitată în cinematografele America de Nord pe 1 octombrie 1998. Mai târziu a fost lansat pe VHS, pe 19 ianuarie 1999, în America de Nord de către Pulsepounders, iar după asta a fost lansat pe DVD, pentru prima dată de către Echo Bridge Home Entertainment și din nou în 2013 sub un alt titlu "Medieval Park" lansat de Moonbeam Films. Filmul a fost lansat în România în anul 1999.

## Distribuție
- Kris Lemche: Peter
- Caterina Scorsone: Alison
- Benjamin Plener: Ben
- Paul Soles: Di Percy/Parcival
- Kimberly Pullis: Claudia
- Marc Robinson: Domnul Drakin
- Claudiu Trandafir: Eriuk
- Dan Fintescu: Tommy
- Eugen Cristea: Wiggins
- Sandu Mihai Gruia: Phil
- Mihai Verbintschi: Dungeon Master
- Christian Nicolae: Gary
- Juliana Ciugulea: Mom
- Marius Galea: Hugo
- Ioana Anghel: D-na Sweeny
- Steven Bunker: Jimmy
- Dan Franculescu: Kyle
- Dimitrii Bogomaz: Ritter
- Liva Constantin: Natalie
- Mircea Caraman: Soldat